# Fritz Haase
Fritz Haase, nemški general in vojaški veterinar, * 3. marec 1877, † 8. december 1945.